# Plexaura porosa
Plexaura porosa är en korallart som först beskrevs av Eugen Johann Christoph Esper 1794.  Plexaura porosa ingår i släktet Plexaura och familjen Plexauridae. Inga underarter finns listade i Catalogue of Life.